# L.S. Dunes
L.S. Dunes é um supergrupo americano de rock formado pelo vocalista Anthony Green (Circa Survive, Saosin e The Sound of Animals Fighting), com o guitarrista Frank Iero (My Chemical Romance), o guitarrista Travis Stever (Coheed e Cambria), o baixista Tim Payne (Thursday) e o baterista Tucker Rule (Thursday). Eles fizeram sua estreia ao vivo no Riot Fest 2022 e lançaram seu álbum de estreia, Past Lives, em 11 de novembro de 2022, precedido pelos singles "Permanent Rebellion", "2022" e "Bombsquad". A banda fez sua primeira turnê no Reino Unido em janeiro de 2023 e sua primeira turnê nos EUA em julho de 2023.

## História
A banda foi formada durante a pandemia da COVID-19, quando o vocalista Anthony Green estava procurando pessoas para fazer música. Tendo sido originado em 2020 dos ensaios para a transmissão ao vivo de fim de ano do Thursday,  o projeto começou com o nome provisório Dad Bods.  Os outros membros do L.S. Dunes gravaram individualmente suas partes para o álbum de estreia, Past Lives, antes de escolherem um vocalista, e o baterista Tucker Rule enviou faixas instrumentais para Green, sem revelar inicialmente a formação do grupo. 
A notícia do grupo surgiu pela primeira vez quando a banda foi divulgada no pôster do Riot Fest, em maio de 2022.  O guitarrista do My Chemical Romance, Frank Iero, anunciou a banda com o guitarrista Travis Stever do Coheed and Cambria e o baixista Tim Payne do Thursday.  Acompanhando a sua revelação ao público, o L.S. Dunes lançou seu single de estreia, "Permanent Rebellion", o primeiro single de Past Lives.   Ele foi lançado pela Fantasy Records em 26 de agosto com um videoclipe  e recebeu elogios no meio musical.  O grupo anunciou datas de turnê de 16 de setembro a 30 de novembro pela América do Norte.  
O L.S. Dunes fez sua estreia ao vivo em 16 de setembro, no primeiro dia do Riot Fest 2022 no Douglass Park, Chicago, Illinois, - onde o My Chemical Romance por acaso era a atração principal - tocando seis músicas do Past Lives .   Após a primeira exibição da música no Riot Fest, a banda lançou "2022", a faixa de abertura do Past Lives, como seu segundo single.   A música foi lançada acompanhada de um clipe psicodélico. 
Em outubro de 2022, a banda anunciou detalhes de sua primeira turnê pelo Reino Unido.  Eles tocaram em quatro cidades em janeiro de 2023, ao lado de convidados para celebrar o lançamento de Past Lives.  No dia 21 de outubro, o L.S. Dunes lançou o terceiro single de Past Lives, "Bombsquad", que também estreou em seu set no Riot Fest.  A faixa foi lançada com um vídeo de performances ao vivo e surgiu de um poema que Green escreveu por volta do período do ataque ao Capitólio dos Estados Unidos em 6 de janeiro .  
Em 23 de junho de 2023, o L.S. Dunes fez seu retorno com o single "Benadryl Subreddit".  O nome da música veio a partir de uma conversa entre Iero e Mikey Way, do My Chemical Romance, sobre formas legais de ficar chapado.   O videoclipe foi dirigido, filmado e editado por Nick e Pat Demarais e produzido pela Cheers Dude Productions. 
No dia 20 de setembro, a banda lançou o single "Fatal Deluxe". Seu segundo álbum, Violet, foi lançado em 31 de janeiro de 2025.

## Membros
- Anthony Green – vocal
- Frank Iero – guitarra
- Travis Stever – guitarra
- Tim Payne – baixo
- Tucker Rule – bateria

Substitutos de turnê
- Marfred Rodriguez-Lopez – baixo (2023, substituto de Tim Payne)
- Steven Battelle (LostAlone) - guitarra (2024, substituto de Frank Iero)

## Discografia

### Álbuns de estúdio
| Título     | Detalhes do álbum                                                                                                  | Posições no topo das paradas | Posições no topo das paradas | Posições no topo das paradas | Posições no topo das paradas |
| Título     | Detalhes do álbum                                                                                                  | EUA                          | SCO                          | Reino Unido Digital          | Reino Unido Rock             |
| ---------- | --- | ---------------------------- | ---------------------------- | ---------------------------- | ---------------------------- |
| Past Lives | - Lançado: 11 de novembro de 2022 - Gravadora: Fantasy - Formatos: Vinil, CD, Cassete, download digital, streaming | 174                          | 21                           | 59                           | 5                            |
| Violet     | - Lançado: 31 de janeiro de 2025 - Gravadora: Fantasy - Formatos: Vinil, CD, Cassete, download digital, streaming  | -                            | -                            | -                            | 3                            |

### Demos
| Título                       | Detalhes do álbum                                      |
| ---------------------------- | ------------------------------------------------------ |
| Lost Songs: Lines and Shapes | - Lançado: 10 de novembro de 2023 - Gravadora: Fantasy |

### Singles
| Título                       | Ano  | Álbum                        | Notas                                                                                   |
| ---------------------------- | ---- | ---------------------------- | --------------------------------------------------------------------------------------- |
| "Permanent Rebellion"        | 2022 | Past Lives                   | - Também lançado como uma fita cassete de edição limitada                               |
| "2022"                       | 2022 | Past Lives                   | - Também lançado como uma fita cassete de edição limitada                               |
| "Bombsquad"                  | 2022 | Past Lives                   | - Lançado junto a um vídeo ao vivo gravado no Dreamland Studios em Woodstock, Nova York |
| "Benadryl Subreddit"         | 2023 | N/A                          |                                                                                         |
| "Old Wounds"                 | 2023 | N/A                          |                                                                                         |
| "Permanent Rebellion (Demo)" | 2023 | Lost Songs: Lines and Shapes |                                                                                         |
| "Old Wounds (Demo)"          | 2023 | A ser anunciado              |                                                                                         |
| "How Dare You"               | 2024 | N/A                          |                                                                                         |
| "Fatal Deluxe"               | 2024 | Violet                       |                                                                                         |
| "Machines"                   | 2024 | Violet                       |                                                                                         |
| "Paper Tigers"               | 2024 | Violet                       |                                                                                         |
| "Violet"                     | 2025 | Violet                       |                                                                                         |